# 下嶋政幸
下嶋 政幸(しもじま まさゆき、1951年8月6日 - ）は、日本の経営者。兼松社長、会長を務めた。兵庫県出身。

## 経歴
1974年に関西学院大学法学部を卒業し、同年に兼松江商に入社。2006年に取締役に就任し、2009年に常務を経て、2010年2月に社長に就任。2017年6月には会長に就任。